# Laurențiu Rus
Laurențiu Daniel Rus (sinh ngày 7 tháng 5 năm 1985) là một cầu thủ bóng đá người România thi đấu chủ yếu ở vị trí hậu vệ phải cho CFR Cluj. Anh cũng có thể chơi ở vị trí tiền vệ phải, hay ở vị trí tiền vệ phòng ngự.

## Danh hiệu

### Team
Dinamo Bucureşti
- Cúp bóng đá România: 2011–12
- Siêu cúp bóng đá România: 2012

CFR Cluj
- Liga I: 2017–18